# Northumbrija
Northumbrija (tudi Severna Humbrija, staroangleško Norþanhymbra rīċe) je bila ena od anglosaških majhnih kraljevin Anglije v času Heptarhije. Nastala je leta 604 z združitvijo Deire in Bernicie in je obstajala do osvojitve leta 867 s strani danskih Vikingov.

## Zgodovina
Ime je dobila zaradi svoje lege severno od reke Humber. Poleg Mercije in Vzhodne Anglije je bil to tretje območje imperija, ki so ga ustanovili Angli. Ime Humber je etimološko izpeljano iz latinskega samostalnika umbra, ki pomeni "senca" ali glagola umbro, ki pomeni "zasenčiti/pokriti" in se očitno nanaša na temno ali črno barvo vode v estuariju.

### Združitev
Neodvisni kraljestvi Bernicija in Deira je okoli leta 604 prvič združil Æthelfrith iz Bernicije. Leta 616 ga je v bitki pri reki Idle ubil Rædwald, ki je za svojega naslednika postavil Edvina, sina Ælle iz Deire. Po Edvinovi smrti leta 633 sta Bernicija in Deira za kratek čas spet postali neodvisni kraljestvi. Po samo letu neodvisnosti, je Oswald leta 634 znova združil Northumbrijo. Vendar je bila ta z njegovo smrtjo leta 642 ponovno razdeljena. Osvaldov brat Osvij je v Berniciji vladal le do leta 651, potem so v Deiri postavil odvisne podkralje. Kralj Ecgfrith (664/670–685) je leta 679 končno vzpostavil končno enotnost Northumbrije.

### Hegemonija
V 7. stoletju je Northumbrija dosegla svoj največji obseg. Britska kraljestva Elmet (616), Craven (okoli 675) in Dent (?) so bila vključena v Northumbrijo. Edvinovo (616–633) vplivno področje je vključevalo otok Man in Anglesey. Včasih so kralji, kot je Osvald (634–642) kot Bretvalda, izvajali suverenost nad Pikti, Škoti, kraljestvom Strathclyde in tudi anglosaškimi imperiji. Najpomembnejši nasprotnik Northumbrije v 7. stoletju je bila anglosaška Mercija. Z bitko pri Dunnichen Mere leta 685, v kateri je padel nortumbrijski kralj Ecgfrith, se je končala nortumbrijska hegemonija na severu in vpliv na jug.

### Upad
Za 8. stoletje so bili značilni spori za prestol in spopadi med rivalskimi družinami. Od 14 kraljev, ki so vladali med letoma 705 in 806, so bili štirje umorjeni, šest odstavljenih in izgnanih v samostan ali izgnanstvo, dva pa sta abdicirala in prostovoljno vstopila v samostan. Samo kralj Eadberht (737–758) je lahko pridobil nekaj območij v današnjem Ayrshiru (Škotska) in Strathclydu. Kralj Eanred (810?–840/841) se je moral leta 829 podrediti Egbertu Wesseškemu in Northumbrija je postala tributarna.
Leta 793 se je začela vikinška doba z napadom na samostan Lindisfarne. Sledili so številni napadi. Od leta 850 so Vikingi prezimovali v Angliji. Leta 867 je bil južni del kraljestva Deira, po osvojitvi Yorka s strani <i id="mwRw">velike poganske vojske</i> danskih Vikingov, vključen v Danelag in ustanovljenemu kraljestvu Jórvík. Za severni del kraljestva Bernicije so Vikingi za podkralja imenovali lokalnega kralja Ecgberhta I. Po njegovem padcu leta 872 je njegov anglosaški naslednik Ricsige poskušal obnoviti Northumbrijo, vendar je bil leta 874/875 potisnjen nazaj v Bernicijo. Okrog leta 878 so danski Vikingi osvojili tudi nekdanjo Bernicijo, ki je bila v celoti pripojena h kraljestvu Jorvik. Na severu se je Ealdred (913–927) leta 927 podredil angleškemu kralju Æthelstanu (924–939). Angleški kralj Eadred (946–955) je leta 954 uspel pregnati zadnjega danskega kralja Erika Blutaxta in tako dokončati ponovno osvojitev Northumbrije. Od takrat so bili lokalni vladarji najprej starešine in nato grofje.
Northumbrija je ostala sporno ozemlje, zdaj med Anglijo in Škotsko. Šele s pogodbo iz Yorka leta 1237 je bila pripadnost Angliji dokončno urejena.

### Northumbrija danes
Danes se naziv Northumbrija običajno nanaša na nekoliko manjšo regijo, ki ustreza grofiji Northumberland in grofiji Durham v SV Angliji. To območje, uradno imenovano Severovzhodna Anglija, vključuje somestje Newcastle upon Tyne. Newcastle je tudi pretežno kraj za univerzo Northumbrija (ali University of Northumbria at Newcastle), za eno največjih univerz v severni Angliji.
Northumbrija ima v sodobnem smislu svoje tradicije, ki jih ni nikjer drugje v Angliji, npr. verižni ples z meči Rapper-Sword, plesi na hlode in posebna vrsta dud, imenovana Northumbrian smallpipes.

## Spletne povezave
- County of Northumberland (angleščina)
- Northumbrian Pipers' Society (angleščina)
- Univerza Northumbria (angleščina)